# Antirhodos

Alexandria cirka 30 f.Kr. Antirhodos ligger vid "2".

Antirhodos var en ö som låg strax utanför staden Alexandria i Egypten under antiken.  Det utpekas som platsen för det kungliga palatsområdet för Kleopatra VII:s dynasti från cirka 250 till 30 f.Kr. Ön sjönk under en jordbävning år 365 e.Kr. och ligger nu under vattenytan i det moderna Alexandrias hamn. Platsen har sedan 1996 varit föremål för arkeologiska undersökningar. 